# Rhyparida katrinae
Rhyparida katrinae es una especie de insecto coleóptero de la familia Chrysomelidae. Fue descrita científicamente en 1995 por Medvedev.